# Bayet
Bayet é uma comuna francesa na região administrativa de Auvérnia-Ródano-Alpes, no departamento Allier. Estende-se por uma área de 22,24 km². Em 2010 a comuna tinha 706 habitantes (densidade: 31,7 hab./km²).